# Finnország az 1972. évi nyári olimpiai játékokon
Finnország az NSZK-beli Münchenben megrendezett 1972. évi nyári olimpiai játékok egyik részt vevő nemzete volt. Az országot az olimpián 16 sportágban 96 sportoló képviselte, akik összesen 8 érmet szereztek.

## Érmesek
| Érem  | Versenyző                                 | Sportág   | Versenyszám          |
| ----- | ----------------------------------------- | --------- | -------------------- |
| Arany | Pekka Vasala                              | Atlétika  | Férfi 1500 m         |
| Arany | Lasse Virén                               | Atlétika  | Férfi 5000 m         |
| Arany | Lasse Virén                               | Atlétika  | Férfi 10 000 m       |
| Ezüst | Reima Virtanen                            | Ökölvívás | Középsúly            |
| Bronz | Tapio Kantanen                            | Atlétika  | Férfi 3000 m akadály |
| Bronz | Risto Björlin                             | Birkózás  | Kötöttfogás, 57 kg   |
| Bronz | Kyösti Laasonen                           | Íjászat   | Férfi egyéni         |
| Bronz | Risto Hurme Martti Ketelä Veikko Salminen | Öttusa    | Csapat               |

## Atlétika
Férfi
| Versenyző                                                | Versenyszám     | Előfutam | Előfutam | Előfutam | Negyeddöntő | Negyeddöntő | Negyeddöntő | Elődöntő | Elődöntő | Elődöntő | Döntő         | Döntő         |
| Versenyző                                                | Versenyszám     | Idő      | Hely.    | Össz.    | Idő         | Hely.       | Össz.       | Idő      | Hely.    | Össz.    | Idő           | Helyezés      |
| -------------------------------------------------------- | --------------- | -------- | -------- | -------- | ----------- | ----------- | ----------- | -------- | -------- | -------- | ------------- | ------------- |
| Erik Gustafsson                                          | 100 m           | 10,68    | 3.       | 44.*     | 10,78       | 6.          | 36.         | kiesett  | kiesett  | kiesett  | kiesett       | kiesett       |
| Antti Rajamäki                                           | 100 m           | 10,52    | 4.       | 22.*     | 10,43       | 5.          | 13.         | kiesett  | kiesett  | kiesett  | kiesett       | kiesett       |
| Raimo Vilén                                              | 100 m           | 11,00    | 6.       | 73.*     | kiesett     | kiesett     | kiesett     | kiesett  | kiesett  | kiesett  | kiesett       | kiesett       |
| Markku Juhola                                            | 200 m           | 20,98    | 2.       | 14.      | 21,19       | 7.          | 30.         | kiesett  | kiesett  | kiesett  | kiesett       | kiesett       |
| Markku Kukkoaho                                          | 400 m           | 46,05    | 1.       | 12.      | 46,11       | 3.          | 12.*        | 46,02    | 4.       | 10.      | 45,49         | 6.            |
| Pekka Vasala                                             | 1500 m          | 3:40,86  | 1.       | 10.      |             |             |             | 3:37,91  | 2.       | 2.       | 3:36,33       |               |
| Pekka Päivärinta                                         | 1500 m          | 3:44,4   | 4.       | 36.      |             |             |             | 3:45,1   | 8.       | 27.      | kiesett       | kiesett       |
| Pekka Päivärinta                                         | 3000 m akadály  | 8:28,95  | 1.       | 5.       |             |             |             |          |          |          | 8:37,17       | 8.            |
| Lasse Virén                                              | 10 000 m        | 28:04,41 | 4.       | 6.       |             |             |             |          |          |          | 27:38,35      |               |
| Lasse Virén                                              | 5000 m          | 13:38,4  | 1.       | 9.**     |             |             |             |          |          |          | 13:26,42      |               |
| Juha Väätäinen                                           | 5000 m          | 13:32,8  | 1.       | 3.       |             |             |             |          |          |          | 13:53,84      | 13.           |
| Tapio Kantanen                                           | 5000 m          | 13:42,0  | 6.       | 17.      |             |             |             |          |          |          | kiesett       | kiesett       |
| Tapio Kantanen                                           | 3000 m akadály  | 8:24,8   | 1.       | 2.       |             |             |             |          |          |          | 8:24,66       |               |
| Mikko Ala-Leppilampi                                     | 3000 m akadály  | 8:31,8   | 2.       | 12.      |             |             |             |          |          |          | 8:41,03       | 10.           |
| Ari Salin                                                | 400 m gát       | 50,45    | 4.       | 15.      |             |             |             | kiesett  | kiesett  | kiesett  | kiesett       | kiesett       |
| Seppo Nikkari                                            | Maraton         |          |          |          |             |             |             |          |          |          | 2:18:49       | 11.           |
| Reino Paukkonen                                          | Maraton         |          |          |          |             |             |             |          |          |          | 2:21:06       | 19.           |
| Pekka Tiihonen                                           | Maraton         |          |          |          |             |             |             |          |          |          | nem ért célba | nem ért célba |
| Antti Rajamäki Raimo Vilén Erik Gustafsson Markku Juhola | 4 × 100 m váltó | 39,54    | 3.       | 10.      |             |             |             | 39,30    | 5.       | 10.      | kiesett       | kiesett       |
| Stig Lönnqvist Ari Salin Ossi Karttunen Markku Kukkoaho  | 4 × 400 m váltó | 3:02,97  | 2.       | 4.       |             |             |             |          |          |          | 3:01,12       | 6.            |

| Versenyző        | Versenyszám   | Selejtező                | Selejtező                | Döntő                    | Döntő                    |
| Versenyző        | Versenyszám   | Eredmény                 | Helyezés                 | Eredmény                 | Helyezés                 |
| ---------------- | ------------- | ------------------------ | ------------------------ | ------------------------ | ------------------------ |
| Antti Kalliomäki | Rúdugrás      | 510 cm                   | 1.*                      | érvényes kísérlet nélkül | érvényes kísérlet nélkül |
| Ari Väänänen     | Távolugrás    | 790 cm                   | 10.                      | 762 cm                   | 11.                      |
| Esa Rinne        | Hármasugrás   | 15,98 m                  | 17.                      | kiesett                  | kiesett                  |
| Bo Grahn         | Súlylökés     | 18,29 m                  | 24.                      | kiesett                  | kiesett                  |
| Seppo Simola     | Súlylökés     | 19,49 m                  | 11.                      | 19,06 m                  | 16.                      |
| Pentti Kahma     | Diszkoszvetés | 61,24 m                  | 4.                       | 59,66 m                  | 9.                       |
| Jorma Rinne      | Diszkoszvetés | 62,02 m                  | 2.                       | 59,22 m                  | 11.                      |
| Jorma Kinnunen   | Gerelyhajítás | 80,10 m                  | 7.                       | 82,08 m                  | 6.                       |
| Leo Pusa         | Gerelyhajítás | érvényes kísérlet nélkül | érvényes kísérlet nélkül | kiesett                  | kiesett                  |
| Hannu Siitonen   | Gerelyhajítás | 81,80 m                  | 3.                       | 84,32 m                  | 4.                       |

Női
| Versenyző                                                                                 | Versenyszám     | Előfutam | Előfutam | Előfutam | Negyeddöntő | Negyeddöntő | Negyeddöntő | Elődöntő | Elődöntő | Elődöntő | Döntő   | Döntő    |
| Versenyző                                                                                 | Versenyszám     | Idő      | Hely.    | Össz.    | Idő         | Hely.       | Össz.       | Idő      | Hely.    | Össz.    | Idő     | Helyezés |
| ----------------------------------------------------------------------------------------- | --------------- | -------- | -------- | -------- | ----------- | ----------- | ----------- | -------- | -------- | -------- | ------- | -------- |
| Tuula Rautanen                                                                            | 100 m           | 11,89    | 6.       | 32.      | kiesett     | kiesett     | kiesett     | kiesett  | kiesett  | kiesett  | kiesett | kiesett  |
| Pirjo Wilmi-Häggman                                                                       | 200 m           | 24,16    | 4.       | 22.      | 23,68       | 5.          | 16.         | kiesett  | kiesett  | kiesett  | kiesett | kiesett  |
| Marika Eklund-Lindholm                                                                    | 400 m           | 53,81    | 3.       | 28.      | 53,50       | 6.          | 25.         | kiesett  | kiesett  | kiesett  | kiesett | kiesett  |
| Mona-Lisa Strandvall-Pursiainen                                                           | 400 m           | 52,85    | 2.       | 11.*     | 52,53       | 2.          | 12.         | 52,23    | 6.       | 12.      | kiesett | kiesett  |
| Sinikka Tyynelä                                                                           | 1500 m          | 4:21,40  | 7.       | 31.      |             |             |             | kiesett  | kiesett  | kiesett  | kiesett | kiesett  |
| Tuula Rautanen Mona-Lisa Strandvall-Pursiainen Pirjo Wilmi-Häggman Marika Eklund-Lindholm | 4 × 100 m váltó | 44,68    | 6.       | 11.      |             |             |             |          |          |          | kiesett | kiesett  |
| Marika Eklund-Lindholm Pirjo Wilmi-Häggman Tuula Rautanen Mona-Lisa Strandvall-Pursiainen | 4 × 400 m váltó | 3:30,84  | 4.       | 8.       |             |             |             |          |          |          | 3:29,44 | 7.       |

* - egy másik versenyzővel azonos időt/eredményt ért el

## Birkózás
Kötöttfogású
| Versenyző      | Versenyszám | 1. forduló                          | 2. forduló                           | 3. forduló                                | 4. forduló                              | 5. forduló                      | 6. forduló              | 7. forduló                   | Döntő                                          | Helyezés    |
| Versenyző      | Versenyszám | Ellenfél Eredmény                   | Ellenfél Eredmény                    | Ellenfél Eredmény                         | Ellenfél Eredmény                       | Ellenfél Eredmény               | Ellenfél Eredmény       | Ellenfél Eredmény            | Ellenfél Eredmény                              | Helyezés    |
| -------------- | ----------- | ----------------------------------- | ------------------------------------ | ----------------------------------------- | --------------------------------------- | ------------------------------- | ----------------------- | ---------------------------- | ---------------------------------------------- | ----------- |
| Raimo Hirvonen | 48 kg       | Szotírisz Véndasz (GRE) · 1-3       | Isida Kazuharu (JPN) · 1-3           | Alfredo Olvera (MEX) · 0.5-3.5            | erőnyerő                                | Rahin Aliabadi (IRI) · 3.5-0.5  |                         |                              | kiesett                                        | 4.          |
| Pertti Ukkola  | 52 kg       | Jan Michalik (POL) · 3-1            | visszalépett                         | kiesett                                   | kiesett                                 | kiesett                         |                         |                              | kiesett                                        | helyezetlen |
| Risto Björlin  | 57 kg       | Jørn Krogsgaard (DEN) · kétvállas   | David Hazewinkel (USA) · 1-3         | An Cshonjong (An Cheon-yeong) (KOR) · 1-3 | Jan Neckář (TCH) · kétvállas            | erőnyerő                        | Varga János (HUN) · 3-1 | Hans-Jürgen Veil (FRG) · 3-1 | Hozott eredmény · Hans-Jürgen Veil (FRG) · 3-1 |             |
| Martti Laakso  | 62 kg       | Juan de Hernández (GUA) · kétvállas | Carlos Hurtado (PER) · kétvállas     | Fudzsimoto Hideo (JPN) · 2-2              | Georgi Markov (BUL) · 3-1               | Jemal Megrelishvili (URS) · 3-1 | kiesett                 |                              | kiesett                                        | 7.          |
| Veikko Lavonen | 68 kg       | Sztojan Aposztolov (BUL) · 3-1      | Klaus-Peter Göpfert (GDR) · kizárták | kiesett                                   | kiesett                                 | kiesett                         | kiesett                 |                              | kiesett                                        | helyezetlen |
| Eero Tapio     | 74 kg       | Robert Blaser (SUI) · 0.5-3.5       | Daniel Robin (FRA) · 2-2             | Klaus Pohl (GDR) · 3-1                    | Pétrosz Galaktópulosz (GRE) · kétvállas | kiesett                         |                         |                              | kiesett                                        | helyezetlen |
| Matti Laakso   | 82 kg       | Harald Barlie (NOR) · 2-2           | Dasrangiin Myagmar (MGL) · kétvállas | Miroslav Janota (TCH) · kétvállas         | kiesett                                 | kiesett                         |                         |                              | kiesett                                        | helyezetlen |
| Aimo Mäenpää   | 100 kg      | Tore Hem (NOR) · 3-1                | Khristo Ignatov (BUL) · kétvállas    | kiesett                                   | kiesett                                 | kiesett                         |                         |                              | kiesett                                        | helyezetlen |
| Raimo Karlsson | +100 kg     | Petr Kment (TCH) · kétvállas        | Wilfried Dietrich (FRG) · kétvállas  | kiesett                                   | kiesett                                 |                                 |                         |                              | kiesett                                        | helyezetlen |

Szabadfogású
| Versenyző         | Versenyszám | 1. forduló                     | 2. forduló                | 3. forduló              | 4. forduló        | 5. forduló        | 6. forduló        | Döntő             | Helyezés    |
| Versenyző         | Versenyszám | Ellenfél Eredmény              | Ellenfél Eredmény         | Ellenfél Eredmény       | Ellenfél Eredmény | Ellenfél Eredmény | Ellenfél Eredmény | Ellenfél Eredmény | Helyezés    |
| ----------------- | ----------- | ------------------------------ | ------------------------- | ----------------------- | ----------------- | ----------------- | ----------------- | ----------------- | ----------- |
| Jorma Liimatainen | 62 kg       | Szabó László (HUN) · kétvállas | Ivan Krasztev (BUL) · 3-1 | Vehbi Akdağ (TUR) · 3-1 | kiesett           | kiesett           | kiesett           | kiesett           | helyezetlen |

## Cselgáncs
| Versenyző     | Versenyszám | Csoport | Selejtező         | 1. forduló            | 2. forduló        | 3. forduló        | 4. forduló        | Vigaszág 1. forduló  | Vigaszág 2. forduló | Vigaszág 3. forduló | Elődöntő          | Döntő             | Helyezés |
| Versenyző     | Versenyszám | Csoport | Ellenfél Eredmény | Ellenfél Eredmény     | Ellenfél Eredmény | Ellenfél Eredmény | Ellenfél Eredmény | Ellenfél Eredmény    | Ellenfél Eredmény   | Ellenfél Eredmény   | Ellenfél Eredmény | Ellenfél Eredmény | Helyezés |
| ------------- | ----------- | ------- | ----------------- | --------------------- | ----------------- | ----------------- | ----------------- | -------------------- | ------------------- | ------------------- | ----------------- | ----------------- | -------- |
| Simo Akrenius | Középsúly   | A       | erőnyerő          | Brian Jacks (GBR) · V |                   |                   |                   | Gerd Egger (FRG) · V | kiesett             | kiesett             | kiesett           | kiesett           | 9.       |

## Evezés
| Versenyző                                               | Versenyszám      | Előfutam | Előfutam | Vigaszág | Vigaszág | Elődöntő | Elődöntő | Döntő   | Döntő   | Döntő   | Helyezés    |
| Versenyző                                               | Versenyszám      | Idő      | Hely.    | Idő      | Hely.    | Idő      | Hely.    | Típus   | Idő     | Hely.   | Helyezés    |
| ------------------------------------------------------- | ---------------- | -------- | -------- | -------- | -------- | -------- | -------- | ------- | ------- | ------- | ----------- |
| Leo Ahonen Leif Andersson Antero Yli-Ikkelä (kormányos) | Kormányos kettes | 8:06,56  | 4.       | 8:11,89  | 3.       | kiesett  | kiesett  | kiesett | kiesett | kiesett | helyezetlen |

## Íjászat
| Versenyző       | Versenyszám  | 1. forduló | 1. forduló | 2. forduló | 2. forduló | Összesítés | Összesítés |
| Versenyző       | Versenyszám  | Pont       | Hely.      | Pont       | Hely.      | Pont       | Helyezés   |
| --------------- | ------------ | ---------- | ---------- | ---------- | ---------- | ---------- | ---------- |
| Kyösti Laasonen | Férfi egyéni | 1213       | 6.         | 1254       | 2.         | 2467       |            |
| Olavi Laurila   | Férfi egyéni | 1155       | 31.        | 1217       | 9.         | 2372       | 20.        |
| Jorma Sandelin  | Férfi egyéni | 1142       | 37.        | 1136       | 45.        | 2278       | 40.        |

## Kajak-kenu

### Síkvízi
Férfi
| Versenyző                                                   | Versenyszám         | Előfutam | Előfutam | Előfutam | Vigaszág | Vigaszág | Vigaszág | Elődöntő | Elődöntő | Elődöntő | Döntő   | Döntő    |
| Versenyző                                                   | Versenyszám         | Idő      | Hely.    | Össz.    | Idő      | Hely.    | Össz.    | Idő      | Hely.    | Össz.    | Idő     | Helyezés |
| ----------------------------------------------------------- | ------------------- | -------- | -------- | -------- | -------- | -------- | -------- | -------- | -------- | -------- | ------- | -------- |
| Ilkka Nummisto                                              | Kajak egyes 1000 m  | 4:01,20  | 3.       | 3.       | erőnyerő | erőnyerő | erőnyerő | 3:54,48  | 3.       | 6.       | 3:54,10 | 9.       |
| Kari Markkanen Heikki Mäkelä Ilkka Nummisto Jorma Lehtosalo | Kajak négyes 1000 m | 3:26,90  | 3.       | 13.      | erőnyerő | erőnyerő | erőnyerő | 3:11,15  | 2.       | 8.       | 3:16,92 | 7.       |

## Kerékpározás

### Országúti kerékpározás
| Versenyző                                                   | Versenyszám     | Idő             | Helyezés      |
| ----------------------------------------------------------- | --------------- | --------------- | ------------- |
| Harry Hannus                                                | Mezőnyverseny   | nem ért célba   | nem ért célba |
| Mauno Uusivirta                                             | Mezőnyverseny   | nem ért célba   | nem ért célba |
| Tapani Vuorenhela                                           | Mezőnyverseny   | nem ért célba   | nem ért célba |
| Ole Wackström                                               | Mezőnyverseny   | nem ért célba   | nem ért célba |
| Kalevi Eskelinen Harry Hannus Mauno Uusivirta Ole Wackström | Csapat időfutam | 2:18:25 (+7:08) | 19.           |

### Pálya-kerékpározás
Üldözőversenyek
| Versenyző       | Versenyszám  | Selejtező | Selejtező | Negyeddöntő  | Negyeddöntő | Negyeddöntő | Elődöntő     | Elődöntő  | Elődöntő | Döntő        | Döntő     | Helyezés |
| Versenyző       | Versenyszám  | Idő       | Hely.     | Ellenfél Idő | Saját idő   | Hely.       | Ellenfél Idő | Saját idő | Hely.    | Ellenfél Idő | Saját idő | Helyezés |
| --------------- | ------------ | --------- | --------- | ------------ | ----------- | ----------- | ------------ | --------- | -------- | ------------ | --------- | -------- |
| Raimo Suikkanen | Férfi egyéni | 5:06,77   | 19.       | kiesett      | kiesett     | kiesett     | kiesett      | kiesett   | kiesett  | kiesett      | kiesett   | 19.      |

## Műugrás
Férfi
| Versenyző       | Versenyszám    | Selejtező | Selejtező | Döntő   | Döntő    |
| Versenyző       | Versenyszám    | Pont      | Helyezés  | Pont    | Helyezés |
| --------------- | -------------- | --------- | --------- | ------- | -------- |
| Pentti Koskinen | Egyéni műugrás | 336,99    | 15.       | kiesett | kiesett  |

Női
| Versenyző    | Versenyszám        | Selejtező | Selejtező | Döntő   | Döntő    |
| Versenyző    | Versenyszám        | Pont      | Helyezés  | Pont    | Helyezés |
| ------------ | ------------------ | --------- | --------- | ------- | -------- |
| Laura Kivelä | Egyéni műugrás     | 236,25    | 24.*      | kiesett | kiesett  |
| Laura Kivelä | Egyéni toronyugrás | 172,65    | 22.       | kiesett | kiesett  |

* - egy másik versenyzővel azonos eredményt ért el

## Ökölvívás
| Versenyző       | Versenyszám   | Selejtező         | 32-es főtábla                 | Nyolcaddöntő              | Negyeddöntő                   | Elődöntő                   | Döntő                          | Helyezés |
| Versenyző       | Versenyszám   | Ellenfél Eredmény | Ellenfél Eredmény             | Ellenfél Eredmény         | Ellenfél Eredmény             | Ellenfél Eredmény          | Ellenfél Eredmény              | Helyezés |
| --------------- | ------------- | ----------------- | ----------------------------- | ------------------------- | ----------------------------- | -------------------------- | ------------------------------ | -------- |
| Jouko Lindbergh | Pehelysúly    | erőnyerő          | Deogratias Musoke (UGA) · 5-0 | Mario Ortíz (ARG) · 4-1   | Philip Waruinge (KEN) · 1-4   | kiesett                    | kiesett                        | 5.       |
| Pentti Saarman  | Kisváltósúly  |                   | Andrés Molina (CUB) · RSC     | kiesett                   | kiesett                       | kiesett                    | kiesett                        | 17.      |
| Mikko Saarinen  | Nagyváltósúly | erőnyerő          | David Attan (KEN) · RSC       | Peter Tiepold (GDR) · 0-5 | kiesett                       | kiesett                    | kiesett                        | 9.       |
| Reima Virtanen  | Középsúly     |                   | erőnyerő                      | Titus Simba (TAN) · 3-2   | Witold Stachurski (POL) · RSC | Prince Amartey (GHA) · 3-2 | Vjacseszlav Lemesev (URS) · KO |          |

## Öttusa
| Versenyző                                 | Versenyszám | Lovaglás | Lovaglás | Lovaglás | Vívás    | Vívás | Vívás | Lövészet | Lövészet | Lövészet | Úszás  | Úszás | Úszás | Futás   | Futás | Futás | Összesen    | Összesen |
| Versenyző                                 | Versenyszám | Idő      | Pont     | Hely.    | Eredmény | Pont  | Hely. | Pontszám | Pont     | Hely.    | Idő    | Pont  | Hely. | Idő     | Pont  | Hely. | Összes pont | Helyezés |
| ----------------------------------------- | ----------- | -------- | -------- | -------- | -------- | ----- | ----- | -------- | -------- | -------- | ------ | ----- | ----- | ------- | ----- | ----- | ----------- | -------- |
| Risto Hurme                               | Egyéni      | 2:40,3   | 950      | 40.      | 40–18    | 981   | 5.    | 196      | 1044     | 3.       | 3:45,5 | 1068  | 24.   | 13:58,2 | 1051  | 33.   | 5094        | 8.       |
| Martti Ketelä                             | Egyéni      | 2:21,4   | 1045     | 21.      | 31–27    | 810   | 21.   | 190      | 912      | 17.      | 3:52,0 | 1016  | 35.   | 13:53,2 | 1066  | 31.   | 4849        | 19.      |
| Veikko Salminen                           | Egyéni      | 2:27,4   | 1015     | 25.      | 29–29    | 772   | 27.   | 181      | 714      | 47.      | 3:27,4 | 1216  | 2.    | 13:30,8 | 1135  | 15.   | 4852        | 17.      |
| Risto Hurme Martti Ketelä Veikko Salminen | Csapat      |          | 3010     | 6.       |          | 2580  | 4.    |          | 2670     | 3.       |        | 3300  | 3.    |         | 3252  | 9.    | 14812       |          |

## Sportlövészet
Nyílt
| Versenyző        | Versenyszám                    | Pont | Helyezés |
| ---------------- | ------------------------------ | ---- | -------- |
| Seppo Mäkinen    | Gyorstüzelő pisztoly           | 582  | 27.      |
| Immo Huhtinen    | Gyorstüzelő pisztoly           | 589  | 13.      |
| Immo Huhtinen    | Szabadpisztoly                 | 545  | 26.      |
| Seppo Irjala     | Szabadpisztoly                 | 548  | 19.      |
| Paavo Mikkonen   | Futócéllövészet                | 530  | 23.      |
| Pekka Suomela    | Futócéllövészet                | 545  | 14.      |
| Jaakko Asikainen | Sportpuska, fekvő              | 589  | 61.      |
| Esa Kervinen     | Sportpuska, fekvő              | 583  | 80.      |
| Esa Kervinen     | Sportpuska, összetett          | 1134 | 29.      |
| Jaakko Minkkinen | Sportpuska, összetett          | 1132 | 32.      |
| Jaakko Minkkinen | Szabadpuska, összetett (300 m) | 1146 | 6.       |
| Osmo Ala-Honkola | Szabadpuska, összetett (300 m) | 1121 | 25.      |
| Ari Westergård   | Skeet                          | 192  | 12.      |

## Súlyemelés
| Versenyző          | Versenyszám | Nyomás                   | Nyomás                   | Szakítás | Szakítás | Lökés    | Lökés    | Összesen | Helyezés |
| Versenyző          | Versenyszám | Eredmény                 | Helyezés                 | Eredmény | Helyezés | Eredmény | Helyezés | Összesen | Helyezés |
| ------------------ | ----------- | ------------------------ | ------------------------ | -------- | -------- | -------- | -------- | -------- | -------- |
| Arvo Ala-Pöntiö    | 75 kg       | 145,0                    | 15.                      | 122,5    | 15.      | 160,0    | 14.      | 427,5    | 13.      |
| Juhani Avellan     | 82,5 kg     | 140,0                    | 17.                      | 145,0    | 6.       | 182,5    | 7.       | 467,5    | 8.       |
| Kaarlo Kangasniemi | 82,5 kg     | 150,0                    | 9.                       | 145,0    | 5.       | 185,0    | 5.       | 480,0    | 6.       |
| Jaakko Kailajärvi  | 90 kg       | 150,0                    | 13.                      | 150,0    | 2.       | 187,5    | 6.       | 487,5    | 8.       |
| Aimo Nieminen      | 90 kg       | 150,0                    | 14.                      | 140,0    | 10.      | 170,0    | 15.      | 460,0    | 12.      |
| Taito Haara        | 110 kg      | érvényes kísérlet nélkül | érvényes kísérlet nélkül | kiesett  | kiesett  | kiesett  | kiesett  | kiesett  | kiesett  |
| Kauko Kangasniemi  | 110 kg      | 175,0                    | 11.                      | 165,0    | 2.       | 197,5    | 8.       | 537,5    | 7.       |
| Kalevi Lahdenranta | +110 kg     | 190,0                    | 10.                      | 165,0    | 3.       | 200,0    | 8.       | 555,0    | 7.       |
| Jouko Leppä        | +110 kg     | 205,0                    | 4.                       | 157,5    | 6.       | 210,0    | 4.       | 572,5    | 4.       |

## Torna
Férfi
| Versenyző      | Versenyszám      | Selejtező | Selejtező | Döntő    | Döntő    |
| Versenyző      | Versenyszám      | Pontszám  | Helyezés  | Pontszám | Helyezés |
| -------------- | ---------------- | --------- | --------- | -------- | -------- |
| Mauno Nissinen | Talaj            | 17,60     | 55.       | kiesett  | kiesett  |
| Mauno Nissinen | Ugrás            | 17,90     | 71.       | kiesett  | kiesett  |
| Mauno Nissinen | Korlát           | 18,35     | 32.       | kiesett  | kiesett  |
| Mauno Nissinen | Nyújtó           | 17,90     | 45.       | kiesett  | kiesett  |
| Mauno Nissinen | Gyűrű            | 17,90     | 42.       | kiesett  | kiesett  |
| Mauno Nissinen | Lólengés         | 18,20     | 22.       | kiesett  | kiesett  |
| Mauno Nissinen | Egyéni összetett | 107,85    | 36.       | 108,525  | 35.      |

## Úszás
Női
| Versenyző | Versenyszám    | Előfutam | Előfutam | Előfutam | Döntő   | Döntő    |
| Versenyző | Versenyszám    | Idő      | Hely.    | Össz.    | Idő     | Helyezés |
| --------- | -------------- | -------- | -------- | -------- | ------- | -------- |
| Eva Sigg  | 200 m pillangó | 2:27,64  | 5.       | 13.      | kiesett | kiesett  |
| Eva Sigg  | 200 m vegyes   | 2:33,61  | 6.       | 33.      | kiesett | kiesett  |
| Eva Sigg  | 400 m vegyes   | 5:22,92  | 5.       | 22.      | kiesett | kiesett  |

## Vitorlázás
Nyílt
| Versenyző                                    | Versenyszám | Futam  | Futam  | Futam | Futam | Futam | Futam  | Futam | Pontszám | Helyezés |
| Versenyző                                    | Versenyszám | 1      | 2      | 3     | 4     | 5     | 6      | 7     | Pontszám | Helyezés |
| -------------------------------------------- | ----------- | ------ | ------ | ----- | ----- | ----- | ------ | ----- | -------- | -------- |
| Kim Weber                                    | Finn dingi  | 8,0    | (35,0) | 8,0   | 30,0  | 24,0  | 5,7    | 10,0  | 85,7     | 6.       |
| Kurt Nyman Göran Schaumann Antero Sotamaa    | Sárkányhajó | (27,0) | 5,7    | 13,0  | 14,0  | 14,0  | 22,0   |       | 68,7     | 8.       |
| Arndt Norrgård Johan Tallberg Peter Tallberg | Soling      | 8,0    | 16,0   | 16,0  | 22,0  | 15,0  | (28,0) |       | 77,0     | 12.      |

## Vívás
Férfi
| Versenyző   | Versenyszám       | Selejtező | Selejtező | Selejtező | Selejtező | Negyeddöntő | Negyeddöntő | Elődöntő          | Elődöntő | Döntő             | Döntő   | Helyezés    |
| Versenyző   | Versenyszám       | 1. kör | 1. kör    | 2. kör | 2. kör    | Negyeddöntő | Negyeddöntő | Elődöntő          | Elődöntő | Döntő             | Döntő   | Helyezés    |
| Versenyző   | Versenyszám       | Ellenfél Eredmény | Hely.     | Ellenfél Eredmény | Hely.     | Ellenfél Eredmény | Hely.       | Ellenfél Eredmény | Hely.    | Ellenfél Eredmény | Hely.   | Helyezés    |
| ----------- | ----------------- | --- | --------- | --- | --------- | --- | ----------- | ----------------- | -------- | ----------------- | ------- | ----------- |
| Risto Hurme | Párbajtőr, egyéni | 3. csoport · Rolf Edling (SWE) · 4-5 · Claudio Francesconi (ITA) · 1-5 · Reinhard Münster (DEN) · 5-5 · Christian Kauter (SUI) · 5-4 · Ali Tayla (TUR) · 5-4 | 4.        | 2. csoport · Fenyvesi Csaba (HUN) · 5-5 · Szergej Paramonov (URS) · 5-5 · Omar Vergara (ARG) · 5-1 · Costică Bărăgan (ROU) · 5-4 · Ralph Johnson (GBR) · 5-0 | 1.        | 4. csoport · Horst Melzig (GDR) · 3-5 · Jerzy Janikowski (POL) · 4-5 · Igor Valetov (URS) · 3-5 · Robert Schiel (LUX) · 4-5 · Peter Lötscher (SUI) · 5-4 | 6.          | kiesett           | kiesett  | kiesett           | kiesett | helyezetlen |